# Polyscias bellendenkeriensis
Polyscias bellendenkeriensis är en araliaväxtart som först beskrevs av Frederick Manson Bailey, och fick sitt nu gällande namn av William Raymond Philipson. Polyscias bellendenkeriensis ingår i släktet Polyscias och familjen Araliaceae. Inga underarter finns listade.